# Maratus karschi
Lycidas karschi là một loài nhện trong họ Salticidae.
Loài này thuộc chi Lycidas. Lycidas karschi được Marek Żabka miêu tả năm 1987.